# 20 kilomètres marche féminin aux championnats du monde d'athlétisme 2015
Navigation
Moscou 2013 Londres 2017
L'épreuve du 20 kilomètres marche féminin des championnats du monde d'athlétisme 2015 s'est déroulée le 28 août 2015 dans le Parc olympique qui jouxte le Stade national de Pékin, avec un départ et une arrivée dans le stade. Le circuit à parcourir fait 1 km. L'épreuve est remportée par la Chinoise Liu Hong.

## Médaillées
| Or       | Argent    | Bronze              |
| Liu Hong | Lü Xiuzhi | Lyudmyla Olyanovska |

### Résultats
| Rang               | Nom                 | Nationalité      | Temps           | Notes |
| ------------------ | ------------------- | ---------------- | --------------- | ----- |
| Médaille d'or      | Liu Hong            | Chine            | 1 h 27 min 45 s |       |
| Médaille d'argent  | Lü Xiuzhi           | Chine            | 1 h 27 min 45 s |       |
| Médaille de bronze | Lyudmyla Olyanovska | Ukraine          | 1 h 28 min 13 s |       |
| 4                  | Ana Cabecinha       | Portugal         | 1 h 29 min 29 s |       |
| 5                  | Antonella Palmisano | Italie           | 1 h 29 min 34 s |       |
| 6                  | Érica de Sena       | Brésil           | 1 h 30 min 06 s |       |
| 7                  | Brigita Virbalytė   | Lituanie         | 1 h 30 min 20 s | PB    |
| 8                  | Anežka Drahotová    | Tchéquie         | 1 h 30 min 32 s |       |
| 9                  | Alejandra Ortega    | Mexique          | 1 h 31 min 04 s | PB    |
| 10                 | María José Poves    | Espagne          | 1 h 31 min 06 s | SB    |
| 11                 | Nadiya Borovska     | Ukraine          | 1 h 31 min 18 s |       |
| 12                 | Mirna Ortiz         | Guatemala        | 1 h 31 min 32 s |       |
| 13                 | Rachel Seaman       | Canada           | 1 h 31 min 39 s |       |
| 14                 | Raquel González     | Espagne          | 1 h 32 min 00 s |       |
| 15                 | Viktória Madarász   | Hongrie          | 1 h 32 min 01 s |       |
| 16                 | Paola Pérez         | Équateur         | 1 h 32 min 12 s |       |
| 17                 | Nie Jingjing        | Chine            | 1 h 32 min 40 s |       |
| 18                 | Alana Barber        | Nouvelle-Zélande | 1 h 33 min 20 s | NR    |
| 19                 | Sandra Arenas       | Colombie         | 1 h 33 min 24 s |       |
| 20                 | Maria Michta-Coffey | États-Unis       | 1 h 33 min 24 s |       |
| 21                 | Vera Santos         | Portugal         | 1 h 34 min 01 s |       |
| 22                 | Wendy Cornejo       | Bolivie          | 1 h 34 min 12 s | PB    |
| 23                 | Ines Henriques      | Portugal         | 1 h 34 min 47 s |       |
| 24                 | Claudia Ștef        | Roumanie         | 1 h 34 min 51 s |       |
| 25                 | Kumiko Okada        | Japon            | 1 h 34 min 56 s |       |
| 26                 | Miranda Melville    | États-Unis       | 1 h 35 min 19 s |       |
| 27                 | Jeon Yeong-eun      | Corée du Sud     | 1 h 35 min 48 s |       |
| 28                 | Maritza Poncio      | Guatemala        | 1 h 35 min 53 s |       |
| 29                 | Cisiane Lopes       | Brésil           | 1 h 36 min 06 s |       |
| 30                 | Mária Czaková       | Slovaquie        | 1 h 36 min 08 s |       |
| 31                 | Emilie Menuet       | France           | 1 h 36 min 17 s |       |
| 32                 | Laura García-Caro   | Espagne          | 1 h 36 min 22 s |       |
| 33                 | Laura Polli         | Suisse           | 1 h 36 min 26 s | SB    |
| 34                 | Rachel Tallent      | Australie        | 1 h 36 min 27 s |       |
| 35                 | Jeong Eun Lee       | Corée du Sud     | 1 h 36 min 52 s |       |
| 36                 | Lucie Pelantová     | Tchéquie         | 1 h 38 min 34 s |       |
| 37                 | Khushbir Kaur       | Inde             | 1 h 38 min 53 s |       |
| 38                 | Agnieszka Dygacz    | Pologne          | 1 h 39 min 06 s |       |
| 39                 | Mayra Herrera       | Guatemala        | 1 h 39 min 23 s |       |
| 40                 | Marie Polli         | Suisse           | 1 h 39 min 49 s |       |
| 41                 | Mária Gáliková      | Slovaquie        | 1 h 40 min 06 s |       |
| 42                 | Olena Shumkina      | Ukraine          | 1 h 41 min 30 s |       |
| -                  | Beki Smith          | Australie        | DQ              |       |
| -                  | Claudia Balderrama  | Bolivie          | DQ              |       |
| -                  | Sapana Sapana       | Inde             | DQ              |       |
| -                  | Eleonora Giorgi     | Italie           | DQ              |       |
| -                  | Elisa Rigaudo       | Italie           | DQ              |       |
| -                  | Neringa Aidietytė   | Lituanie         | DQ              |       |
| -                  | Kimberly García     | Pérou            | DNF             |       |
| -                  | Kelly Ruddick       | Australie        | DNS             |       |

## Épreuve
Les Chinoises Liu Hong et Lü Xiuzhi se détachent très rapidement au début de l'épreuve (accompagnées initialement par la Tchèque Anežka Drahotová) et entrent ensemble dans le Stade national de Pékin, avec suffisamment d'avance sur l'Ukrainienne Lyudmyla Olyanovska pour ne pas être inquiétées par son éventuel retour. Elles se parlent peu avant l'entrée dans le stade et, comme dans certaines épreuves cyclistes, restent sur leurs positions jusqu'à l'arrivée, où elles obtiennent exactement le même temps, à la seconde près mais sans jamais lutter pour la victoire. Leur entraîneur, l'Italien Sandro Damilano, manifeste son grand étonnement et sa déception aux micros de Rai Sport 1 pour ce manque flagrant de sportivité et avoue n'avoir pas été consulté : il fait l'hypothèse que la victoire finale a été décidée par les « hautes hiérarchies » chinoises qui ont privilégié la marcheuse avec plus d'expérience sur sa benjamine. Il rappelle aussi que deux marcheurs chinois s'étaient également comportés de la même manière en 1999. La disqualification des deux Italiennes au 17 km, Elisa Rigaudo et Eleonora Giorgi alors qu'elles venaient juste d'être distancées par Olyanovska, provoque aussi la surprise, d'autant que Rigaudo n'avait jamais été disqualifiée de toute sa carrière qui comprend notamment 7 championnats du monde et 3 Jeux olympiques.